# Sarah Strange
Sarah Strange (Vancouver, 6 settembre 1974) è un'attrice canadese.

## Filmografia

### Cinema
- Piccole donne (Little Woman) regia di Gillian Armstrong (1994)
- Premonizioni regia di Brett Leonard (1995)
- Kitchen Party regia di Gary Burns (1997)
- Dark Arc regia di Dan Zukovic (2004)
- Pursued - Senza scrupoli regia di Kristoffer Tabori (2004)
- White Noise - Non ascoltate regia di Geoffrey Sax (2005)
- .45 regia di Gary Lennon (2006)
- Personal Effects regia di David Hollander (2009)
- The Zero Sum regia di Raphael Assaf (2009)
- Un poliziotto all'asilo (Kindergarten Cop 2) regia di Don Michael Paul (2016)

### Televisione
- Neon Rider - serie TV, 3 episodi (1992-1994)
- Madison - serie TV, 6 episodi (1993-1997)
- X-Files (The X-Files) - serie TV, 1 episodio (1994)
- Deadlocked: Escape from Zone 14 - film TV (1995)
- Marshal - serie TV, 1 episodio (1995)
- The Adventures of Captain Zoom in Outer Space - film TV (1995)
- La gioia più grande - film TV (1995)
- Oltre i limiti (The Outer Limits) - serie TV, 3 episodi (1995-1998)
- I viaggiatori (Sliders) - serie TV, 1 episodio (1996)
- Mamma per forza (An Unexpected Family), regia di Larry Elikann – film TV (1996)
- Poltergeist - serie TV, 4 episodi (1996-1998)
- Millennium - serie TV, 1 episodio (1997)
- Le avventure di Shirley Holmes (The Adventures of Shirley Holmes) - serie TV, 1 episodio (1997)
- Ragazzo Padre - film TV (1997)
- An Unexpected Life - film TV (1998)
- First Wave - serie TV, 1 episodio (1998)
- Cupid - serie TV, 1 episodio (1998)
- Welcome to Paradox - serie TV, 1 episodio (1998)
- Viper - serie TV, 1 episodio (1998)
- Da Vinci's Inquest - serie TV, 84 episodi (1998-2005)
- Foolish Heart - serie TV (1999)
- Nothing Too Good for a Cowboy - serie TV, 1 episodio (1999)
- Hollywood Off-Ramp - serie TV, 1 episodio (2000)
- Level 9 - serie TV, 1 episodio (2000)
- The Chris Isaak Show - serie TV, 1 episodio (2001)
- Ladies and the Champ - film TV (2001)
- Dark Angel - serie TV, 1 episodio (2002)
- Jeremiah - serie TV, 1 episodio (2002)
- The Twilight Zone - serie TV, 1 episodio (2002)
- The Piano Man's Daughter - film TV (2003)
- Jack - film TV (2004)
- The L Word - serie TV, 1 episodio (2004)
- Touching Evil - serie TV, 1 episodio (2004)
- Life as We Know It - serie TV, 10 episodi (2004-2005)
- ReGenesis - serie TV, 23 episodi (2004-2007)
- The Newsroom - serie TV, 5 episodi (2005)
- Stargate SG-1 - serie TV, 1 episodio (2006)
- Men in Trees - Segnali d'amore (Men in Trees) - serie TV, 36 episodi (2006-2008)
- Sanctuary - serie TV, 1 episodio (2008)
- The Triple Eight - serie TV, 4 episodi (2008)
- I misteri di Murdoch (Murdoch Mysteries) - serie TV, episodio 2x01 (2009)
- Sfilata con delitto (Hostile Makeover), regia di Jerry Ciccoritti – film TV (2009)
- The Farm - film TV (2009)
- Life Unexpected - serie TV, 2 episodi (2010)
- Endgame - serie TV, 1 episodio (2011)
- Call Me Fitz - serie TV, 1 episodio (2011)
- The Pregnancy Project - film TV (2012)
- The Killing - serie TV, 1 episodio (2012)
- Level Up - serie TV, 9 episodi (2012-2013)
- Garage Sale Mystery - film TV (2013)
- Motive – serie TV, episodio 2x07 (2014)
- Honor Student - film TV (2014)
- Garage Sale Mystery: All That Glitters - film TV (2014)
- Garage Sale Mystery: The Deadly Room - film TV (2015)
- Garage Sale Mystery: The Wedding Dress - film TV (2015)
- A Christmas Detour - film TV (2015)
- Garage Sale Mystery: Guilty Until Proven Innocent - film TV (2016)
- Garage Sale Mystery: The Novel Murders - film TV (2016)
- Mech-X4 - serie TV, 1 episodio (2018)
- L'uomo nell'alto castello (The Man in the High Castle) - serie TV, 1 episodio (2018)
- Snowpiercer - serie Tv, 5 episodi (2020-2021)
- Caught in His Web - film TV, regia di Hannah Cheesman (2022)
- Must Love Christmas - film TV, regia di Martin Wood (2022)

### Doppiaggio
- Ranma ½ - Ranma Saotome ragazzo
- Ranma ½: Le sette divinità della fortuna - Ranma Saotome ragazzo (1991)
- Ranma ½: La sposa dell'isola delle illusioni - Ranma Saotome ragazzo (1992)
- Ranma contro la leggendaria fenice - Ranma Saotome ragazzo (1994)
- Dino Babies - Franklin (1994-1995)
- Cucciolandia - Rookie (1995)

## Doppiatrici italiane
Nelle versioni in italiano delle opere in cui ha recitato, Sarah Strange è stata doppiata da:
- Ilaria Latini in White Noise, L'uomo nell'alto castello
- Alessandra Cassioli in Men in Trees, Un poliziotto all'asilo
- Claudia Razzi in The L Word
- Deborah Ciccorelli in .45
- Emanuela Baroni in The Killing
- Patrizia Mottola in Garage Sale Mystery
- Irene Di Valmo in Motive
- Rossella Acerbo in Snowpiercer